# Кришянис Каринш
Артурс Кришянис Каринш (на латвийски: Arturs Krišjānis Kariņš) е латвийски политик от партията „Единство“.
Роден е на 13 декември 1964 година в Уилмингтън, Съединените щати в семейството на инженер, бежанец от съветската окупация на Латвия. През 1988 година завършва езикознание в Пенсилванския университет, където през 1996 година защитава и докторат в областта на автоматичното разпознаване на говор. След това се установява в Латвия, където създава предприятие за лед и замразени храни. През 2002 година е сред основателите на дясноцентристката партия „Новото време“, през 2002 – 2004 година ръководи парламентарната ѝ група, а през 2004 – 2006 година е министър на икономиката. През 2007 година става съпредседател на „Новото време“, което през 2011 година се влива в „Единство“. През 2009 – 2019 година е депутат в Европейския парламент.
От 23 януари 2019 година Кришянис Каринш е министър-председател на Латвия начело на дясноцентристка коалиция от няколко партии, преизбран е на 14 декември 2022 година и остава на поста до 15 септември 2023 година.